# Почётное кольцо города Вены
Почётное кольцо города Вены — награда города Вены, присуждаемая лицам, которые способствовали повышению репутации Вены благодаря своим выдающимся художественным или научным достижениям, нашедшим признание за пределами Австрии. Впервые почётное кольцо было вручено 1 сентября 1925 года. Это одна из самых высоких наград в городе Вене.
На золотом кольце, выполненном в форме щита обрамлённого ониксом, изображён орёл с цветным эмалированным гербом города на груди, имитирующий печать города Вены. Кольцо украшено с обеих сторон золотыми лавровыми листьями. На внутренней стороне кольца находится табличка с выгравированным именем владельца и датой награждения.
Почётное кольцо было создано по инициативе мэра города Карла Зейца. Основанием для присуждения награды является конституция города Вены 1968 года. Никаких конкретных критериев для присуждения не было.

## Избранный список награждённых
- историк литературы Август Зауэр (1925),
- актёр Макс Девриент (1928),
- композитор Фриц Крейслер (1935)
- композитор Франц Легар (1940),
- драматург Герхарт Гауптман (1942),
- композитор Рудольф Сечиньский (1948),
- актер Вернер Краус (1959),
- дирижёр Карл Бём (1964),
- композитор и музыкант Леонард Бернстайн (1982),
- философ Карл Поппер (1983),
- дирижёр Дьёрдь Лигети (1987)
- дирижёр Клаудио Аббадо (1994) и др.